# Queso de Abredo

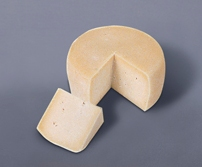
Queso de Abredo

Der Abredo wird in einer kleineren Käserei in der Ortschaft Abredo (Abranedo) in der Gemeinde Coaña produziert.

## Herstellung und Reifung
Die Kuhmilch wird pasteurisiert. 
Der abgetropfte, aber noch feuchte Käsebruch wird in Formen gegeben und 15 Stunden gepresst. Jetzt wird der noch junge Käselaib 6–9 Stunden in einer Salzlake gebadet, um danach etwa 2 Stunden zu trocknen. Die Reifung dauert mindestens 15 Tage und findet in kühlen, aber feuchten Reifekammern statt.
Der verkaufsfertige Käse wird in Wachspapier verpackt und ist inzwischen auch außerhalb Spaniens im Handel. 